# Instituto de Biotecnología (UNAM)
El Instituto de Biotecnología (IBt) de la Universidad Nacional Autónoma de México es un centro académico dedicado a la investigación en biotecnología.
Fue fundado como el Centro de Investigación sobre Ingeniería Genética y Biotecnología (CIIGB) en abril de 1982 dentro de las instalaciones del Instituto de Investigaciones Biomédicas. El 14 de septiembre de 1991 fue fundado como Instituto de Biotecnología por el Consejo Universitario.

## Investigación
Las áreas de investigación del instituto son:
- bioingeniería
- biología molecular de plantas
- genética y fisiología molecular
- microbiología molecular
- reconocimiento molecular y bioestructura.

En 2017 el personal de investigación del instituto produjo 194 artículos de investigación en revistas arbitradas internacionales. El IBt publica la revista de divulgación científica Biotecnología en Movimiento. Seis investigadores de este instituto han recibido el Premio Nacional de Ciencias de México: Francisco Bolívar (1992), Lourival Possani (1995), Agustín López Munguía (2003), Alejandro Alagón (2005), Alberto Darszon (2009) y Carlos Federico Arias Ortíz (2014).

## Enseñanza
El IBt participa en el programa de maestría y doctorado en ciencias bioquímicas, mismo que se imparte en conjunto por este instituto, la Facultad de Química, el Instituto de Fisiología Celular y el Instituto de Investigaciones Biomédicas. Dicho programa creado em 1996, en 2020 tenía 856 estudiantes a nivel de maestría y 464 en doctorado.